# G타워 (서울)
G타워(영어: G-Tower) 또는 지타워는 대한민국 서울특별시 구로구 구로동에 위치한 건물이다. 높이는 186m, 지상 39층으로 되어있고 2017년 2월에 착공하여 2020년 9월에 준공되었다. 구로동 G밸리에 있는 63빌딩보다 넓은 게임 빌딩이다. 계획 당시 구로동 G밸리에 G스퀘어를 건립한다. 완공 후 넷마블 등의 입주가 시작되었고 게임 관련 스타트업 관련 지원하고 기업 관련 지원한다.

## 역사
2016년 G스퀘어 조감도가 공개되었고 G밸리에 39층을 건립한다고 발표했다. 2017년 2월 착공에 들어가, 8월 공사현장에 주차장이 남아있고 9월 개발하기 위해 낡은 건물은 철거 중이지만 이후 철거되었고 주차장이 없어졌다. 이후 지하층 공사 마무리를 한 후 2018년 1월 지상층 공사하고 2020년 9월 준공되었다. 2021년 개장 후 넷마블 본사을 옮겼다. 넷마블 및 계열사 임직원 약 5천여명의 입주가 시작되었다.

## 높이
계획 당시 높이는 지상 39층, 185m다. 완공 후 높이는 지상 39층, 186m다. 63빌딩의 층수는 60층이고 높이는 249m다. 63빌딩보다 넓은 게임 빌딩이다. 프라임센터의 높이는 디큐브시티와 비슷한데 그 건물보다 낮다.

## 특징
게임 빌딩은 63빌딩보다 넓은 빌딩이다. 넷마블 간판이 있다. 4천평 규모의 공원, 스포츠센터, 의료집약시설, 컨벤션센터, 산업 및 게임 박물관 등이 있다. 넷마블게임즈 본사, 자회사, 협력업체 등 입주가 시작되었고 한국산업단지공단과 함께 R&D센터, 컨벤션센터, 게임 관련 스타트업 지원센터 등 기업 지원시설 조성이다. 완공 후에는 게임과 영상, 애니메이션 웹툰 등 디지털산업입주 5000여개 IT일자리 창출을 한다. 주차대수는 1,368대다.

## 내부 시설
G타워는 게임 빌딩으로 넷마블, 코웨이 등이 입주하고 있다.
| 층수                | 시설          |
| ------------------- | ------------- |
| 2층 ~ 39층          | 업무시설 등   |
| 1층                 | 로비          |
| 지하 7층 ~ 지하 1층 | 지하주차장 등 |

## G타워몰
G타워몰(영어: G-Tower Mall) 또는 지타워몰은 대한민국 서울특별시 구로구 구로동에 위치한 건물이다.

## 같이 보기
- 대한민국의 마천루 목록
- 서울특별시의 마천루 목록